# Get Ready for Love
«Get Ready for Love» (en español: «Prepárate para el amor») es una canción de rock escrita por Myles Goodwyn e interpretada por la banda canadiense de rock April Wine.  Aparece originalmente en el álbum de estudio First Glance, publicado por Aquarius Records y Capitol Records en 1978.

## Publicación y recepción
Solamente en Canadá y los Estados Unidos fue lanzado «Get Ready for Love» como sencillo en el año de 1978 por Aquarius Records y Capitol Records respectivamente.  «Get Ready for Love» alcanzó el lugar 79.º de la lista de las 100 canciones más populares de la revista RPM Magazine en julio de 1978.

## Ediciones
Existen dos ediciones de este sencillo: la comercial y la promocional. La primera enlista la pista «Comin' Right Down on Top of Me» («Bajando directamente sobre mi» en castellano) en la cara B del vinilo. La versión promocional numera «Get Ready for Love» en ambos lados del sencillo, pero con diferente calidad de sonido.

## Lista de canciones

### Versión comercial

#### Lado A
| side one |                      |               |          |  |
| N.º      | Título               | Escritor(es)  | Duración |  |
| 1.       | «Get Ready for Love» | Myles Goodwyn | 3:48     |  |

#### Lado B
| side one |                                  |               |          |  |
| N.º      | Título                           | Escritor(es)  | Duración |  |
| 2.       | «Comin' Right Down on Top of Me» | Myles Goodwyn | 4:02     |  |

### Edición promocional

#### Lado A
| side one |                                         |               |          |  |
| N.º      | Título                                  | Escritor(es)  | Duración |  |
| 1.       | «Get Ready for Love» (sonido monoaural) | Myles Goodwyn | 3:48     |  |

#### Lado B
| side one |                                             |               |          |  |
| N.º      | Título                                      | Escritor(es)  | Duración |  |
| 2.       | «Get Ready for Love» (sonido estereofónico) | Myles Goodwyn | 3:48     |  |

## Listas
| Año  | País   | Lista                        | Posición máxima |
| ---- | ------ | ---------------------------- | --------------- |
| 1979 | Canadá | RPM Magazine Top 100 Singles | 79.º            |